# 七星岛
七星岛，又称七星列岛、星仔列岛，位于中华人民共和国浙江省和福建省交界附近海域，是浙闽两省争议中的一座无人岛屿，目前福建省宁德市在其上设有无人气象站，福建省福鼎市、浙江省苍南县都曾在其上立有岛碑，距福鼎沙埕镇约44公里，距苍南霞关镇岸线约37公里。该岛被浙江方面称为浙江省陆地最南端，而福建宁德市也声称其为宁德离大陆最远的岛屿。浙江方面多称“七星岛”或“七星列岛”，福建方面称“星仔列岛”。2018年国家海洋局和民政部公布的岛屿名称中，将此部分岛屿归类为闽浙交界，实际归属不明。

## 概况
在2018年中华人民共和国民政部公布的《我国部分海域海岛标准名称》中，七星岛没有标注省份归属，而是单独列于“浙闽交界”分类并备注“位于闽浙交界海域”；公布的岛礁名称包括裂岩、裂岩北岛、鸡心岩、横屿、立鹤岛、小立鹤岛、立鹤尖岛、立鹤东岛、立鹤西岛、鹤嬉岛、鹤嬉中岛、鹤嬉东岛、星仔岛、小星岛、东星仔岛以及天权礁、天枢礁。其中最西北为北纬27°05.6′东经120°48.7′的裂岩北岛，最南为北纬27°02.7′的天枢礁，最东为东经120°51.4′的鸡心岩，主岛是星仔岛。七星岛得名于分布其间的七星礁，也有认为岛礁排布似北斗七星而得名。主岛星仔岛面积0.486平方公里，岛上有简易码头，为季节性渔业用岛，此外均为无人岛。周边海域贝壳、鱼类资源丰富。
| 名称                                                     | 别称     | 属性                            | 方位 | 说明 |
| -------------------------------------------------------- | -------- | ------------------------------- | --- | --- |
| 岛屿部分：岛屿大多由火山凝灰岩和黄泥土组成，都有草无树。 |          |                                 | | |
| 裂岩                                                     | 卵子礁   | 岛屿                            | 七星群岛以北5公里，北关岛东南28.1公里                                                                                     | 海拔18米，总面积0.058平方公里。由一块南北向和另一块东西向的岩石组成，中间一道鸿沟相隔，故名“裂岩”。2018年公布的《我国部分海域海岛标准名称》中称裂岩、裂岩北岛。       |
| 星仔岛                                                   | 大星岛   | 主岛                            | 北关岛东南33.2公里 | 东北到西南长4.2公里，东南到西北宽2.2公里，面积8.800平方公里。海拔64米，面积0.470平方公里。在七星岛五岛七礁中面积最大，占岛礁总面积的82%，因为状如海星而得名。有淡水。 |
| 鸡心岩                                                   | 平礁     | 岛屿                            | 立鹤岛东北0.8公里 | 面积0.045平方公里。 |
| 横屿                                                     |          | 岛屿                            | 星仔岛西南0.3公里 | 海拔13米，长0.17公里，宽0.1公里，面积0.008平方公里。 |
| 立鹤岛                                                   | 岛屿     | 星仔岛东北1.2公里，七星岛正中心 | 海拔24米，面积0.028平方公里，呈椭圆形。2018年公布的《我国部分海域海岛标准名称》中有立鹤岛、立鹤尖岛、立鹤东岛、立鹤西岛。 | |
| 小立鹤岛                                                 | 岛屿     | 立鹤岛北0.85公里                | 面积0.02平方公里，状如鞋底。                                                                                              | |
| 礁石部分：共称七星礁，得名于北斗七星。                   |          |                                 | | |
| 天枢礁                                                   |          | 适淹礁                          | 星仔礁西南0.4公里 | 2018年公布的《我国部分海域海岛标准名称》仅有天权礁、天枢礁的名称。 |
| 天璇礁                                                   | 适淹礁   | 星仔岛北1.9公里                 | | 2018年公布的《我国部分海域海岛标准名称》仅有天权礁、天枢礁的名称。 |
| 天玑礁                                                   | 适淹礁   | 星仔岛北0.15公里                | | 2018年公布的《我国部分海域海岛标准名称》仅有天权礁、天枢礁的名称。 |
| 天权礁                                                   | 适淹礁   | 小立鹤岛西0.7公里               | | 2018年公布的《我国部分海域海岛标准名称》仅有天权礁、天枢礁的名称。 |
| 玉衡礁                                                   | 适淹礁   | 小立鹤岛南0.15公里              | | 2018年公布的《我国部分海域海岛标准名称》仅有天权礁、天枢礁的名称。 |
| 开阳礁                                                   | 开阳暗礁 | 适淹礁                          | 鸡心岩南0.2公里 | 2018年公布的《我国部分海域海岛标准名称》仅有天权礁、天枢礁的名称。 |
| 瑶光礁                                                   |          | 适淹礁                          | 鸡心岩东0.6公里 | 2018年公布的《我国部分海域海岛标准名称》仅有天权礁、天枢礁的名称。 |

## 生态保护
七星岛位于浙闽交界海域且远离大陆岸线，所有岛礁都没有居民居住，因此较少受到人类开发和陆地径流污染，生态系统较为原生态和独立。目前，岛上有信号塔和国家大地控制点碑各一座，以及两省互相损毁的岛碑多座和废弃草寮一间。岛屿附近为传统渔业区域，此外人类活动较少。黑潮支流之一的台湾暖流和浙闽沿海沿岸流交汇于此，在岛屿崎岖地形下形成上升流和涡流，大量营养物质上浮到表层海水，促进了海域周围浮游生物繁殖，因此附近渔业产量较高，物种资源也较为丰富。同时七星岛区域还兼具温带和热带两种气候特征。保护区内主要鱼类种类组成以沿岸海域常见种为主，其中以龙头鱼分布数量最多，鱼群受洄游影响呈现季节性变化，春季多以浮游生物为食的鱼类，而到了秋季则多是如带鱼的肉食类、杂食类鱼类。由于长期作为浙闽两省渔民的传统作业场所，七星岛附近海域海洋捕捞活动强度过大，因此近年来渔业资源呈现衰退趋势。
七星岛因为人类活动较少且鱼类资源丰富，也成为迁飞候鸟的中间停歇、补给站。2012年到2013年期间，浙江省也对七星岛进行了鸟类生态研究。在动物地理学上，七星岛地处东洋界华中区东部丘陵平原亚区的南缘，而实际研究记录得鸟类42种，其中东洋界31种、古北界10种、广布种仅1种，呈现古北界和东洋界鸟类混杂、以东洋界族群为主的特点。从鸟类种群上，七星岛的非留居鸟类占绝对优势，七成以上为候鸟，其中又以冬候鸟为主，有中日候鸟保护协定种类21种，中澳候鸟保护协定种类6种，大多在东亚至澳大利亚一带迁徙。记录的鸟类中就有3种国家Ⅱ级重点保护野生动物（普通鵟、雀鹰、游隼），5种浙江省级重点保护动物（中白鹭、黑尾鸥、蚁鴷、红尾伯劳、棕背伯劳），4种《中国物种红色名录》濒危物种。上岛渔民有采食鸟蛋、用抽水泵抽取潮间带水洼采集底栖生物的行为，不仅破坏了海洋生态系统，还对候鸟繁殖、捕食造成不良影响。
2012年7月16日，福建海洋研究所在对台山列岛（包括七星岛）进行海洋生态系统调查时发现造礁石珊瑚活体及柳珊瑚，其中石珊瑚有陀螺珊瑚、猩红筒星珊瑚以及1个未定种，呈零星块状分布，主要分布在岛礁周围水深2米~25米的约3.24平方公里的近岸岩礁区，东南部分布略多于西北部，但是未能成礁。新发现的珊瑚也刷新了中国大陆造礁石珊瑚自然分布北缘纬度纪录，同时也超越了钓鱼岛和台湾岛的纪录。
2013年浙江省政府批复“七星列岛省级海洋特别保护区”，范围为120°48′35.00″E、27°07′07.90″N ; 120°47′18.57″E、27°05′51.80″N ; 120°48′49.68″E、27°01′37.72″N ; 120°50′38.78″E、27°01′39.40″N ; 120°52′03.91″E、27°02′50.75″N ; 120°52′43.29″E、27°04′07.52″N六个控制点组成的区域，主要保护当地的海洋生态系统，并且禁止在保护区内海岛进行除航运外所有与海洋保护无关的开发行为。同年，福建省设立“星仔列岛省级海洋特别保护区”,范围为120° 48′ 34.999"E，27° 10′ 0.000" N；120°45′ 26.150" E，27° 4′ 43.946" N；120° 48′ 14.274" E，27° 0′ 40.118" N；120° 54′ 24.480" E，27° 0′ 40.122" N；120° 54′ 24.718" E，27° 6′ 22.835" N五个控制点组成的区域。2017年，福建省发布第一批省重要湿地名录，将“台山列岛—星仔列岛海洋保护区”列入名录。

## 归属争议

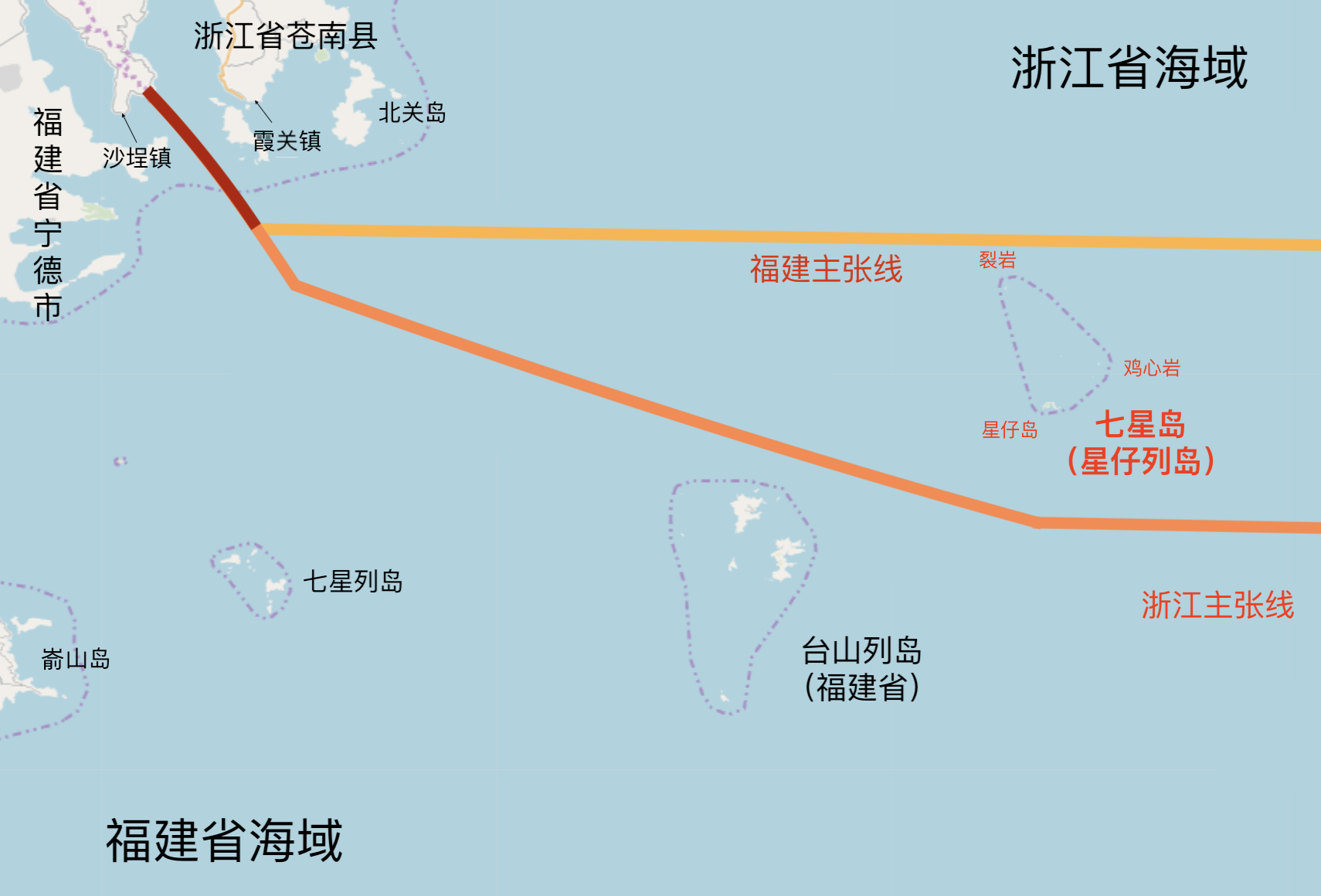
两省交界处争议略图，标出争议岛屿（本文所指）、划归福建的台山列岛以及毗邻的海域的浙江、福建两省大致主张线。图片浙江线依据浙江省情地图集及福建年鉴 (1995)彩页地图；福建线依照即27°10′纬度线，仅供参考，福建省测绘地理信息局所制地图已不再标记北部海域界线。

1955年8月4日，中央政府批复将浙江省平阳县属的台山列岛划归福建省福鼎县管辖。之所以划归福建，是因为台山列岛上的居民都是从福建长乐迁居至此。浙江方面认为，该次调整的台山群岛并未包括七星岛，所以七星岛仍然归属浙江省；而福建方面认为七星岛从属于台山群岛，因此应由福建管理。1955年国务院以“(55)国一内罗字第88号文”批复将台山列岛划归福建管辖，并要求浙江与福建两省作好交接工作。福建省福安专员公署于1955年指定福鼎县管辖台山列岛，并进一步明确是具体管辖“台山、嵛山、星仔等岛”“建立水上海岛区”等等。按浙江省方面说法，此次划分之后平阳、福鼎两县曾有过争端，后两省有关部门在1958年商定将七星岛划归平阳县管辖。
福建方面记录，福建省福鼎沙埕镇后港村和南镇村渔民自清朝起就在七星岛上从事捕捞、养殖等作业生产。中华人民共和国成立后，这些渔民又陆续返回七星岛及其附近海域作业，曾成立了“沙埕人民公社紫菜养殖场”、“星仔岛渔业生产队”(简称“星仔队”)，其中“星仔队”长期驻扎和来往于七星岛从事定置网生产，后改为“岙里生产队”。1959年至1963年，沙埕人民公社把七星岛周围的海域列为沙埕辖区的紫菜自然保护区，并在礁岩上用石灰水撰写“沙埕人民公社紫菜禁采场”。浙江方面记录，1974年浙江省苍南县（时属浙江平阳县）人在七星岛上搭草寮居住，在其周围开辟渔场进行冬汛作业。1984年，苍南县水产局在此岛南面建渔埠1处，1990年又在西南岛与礁石门筑防浪堤1道，后被浪冲毁。
按福建省方面说法，七星岛的归属争议始于20世纪80年代。浙江省苍南县从平阳县独立出来之后，以县政府的名义到星仔岛上立碑划界，建造“避风岙”。福鼎县台山渔民得知情况后上岛推倒苍南县石碑，立上了福鼎县的石碑。在1984年，浙江省苍南县地名办公室对七星岛岛礁普查命名，并获浙江省地名委员会批准。1985年苍南县在七星岛立碑，但不久为福建方面推倒。然而，苍南县在树立有明确坐标的界标之外，还在岛上秘密竖立了额外的界标以免破坏。1992年，福建省海洋管理处、福建省海岛办组织省内涉海科研单位、高等院校等有关人员成立“福建省星仔列岛调查队”，对七星岛进行了专门调查研究，查阅了有关历史档案资料，并进行了实地走访。1992年6月，调查队到星仔岛上实地查勘时，发现岛上还留有这些渔民生产生活留下的房屋地基、防空洞、淹鱼池、番薯园和海神庙、坟墓等。调查队撰写了《福建省星仔列岛调查报告》，认为七星岛应继续由（福鼎）沙埕渔民开发和利用。
2002年初，国务院办公厅发布《关于开展勘定省县两级海域行政区域界线工作有关问题的通知》（国办发[2002]12号），要求自当年起在全国开展海域行政区域界线勘定工作，包括闽浙交界海域划界工作，计划2005年完成，但到2012年仍未完成。2002年起，原国家海洋局海洋三所（位于福建厦门）进行了《福建省海域权属和边界划定的调查和政策研究》。2005年福建省第十届人民代表大会第三次会议上，陈仁春等10名代表提出了《关于请求省政府与浙江省协调福鼎市星仔岛海域管辖权认定问题的议案》。2007年，上海东海海洋工程勘察设计研究院完成浙闽线划界方案，方案中仅七星岛的划界方法就有数种，考虑了所有可能方案。 另外在海域划分上，双方意见也不一致，浙江方面主张海界南界在北纬27°，福建方面划定的浙闽海域界线则为北纬27°10′，2002年曾有福建渔船至争议区域被浙江方面扣留。
2012年，福建省氣象局聯合中国气象局、中国人民解放军海军駐閩基地在包括七星岛在内的各個遠岸離島架設了無人氣象站。2013年12月，苍南县副县长陈国苗与浙江海洋学院专家上岛考察。 2014年，原国家海洋局海洋二所（位于浙江杭州）对争议海域进行了地名普查及名称标准化处理，成果被列入《中国海域海岛标准名录》等项目。2015年，浙江苍南县将七星岛列为省级海洋生态特别保护区，并在2016年6月完成岛碑安装；10月27日，时任蒼南縣縣委書記黃壽龍乘坐漁政船登上七星島視察，並在島上最高处第四次立下刻有「七星島」字樣的石碑；而在此前的2002年、2013年，浙江苍南县曾两度在七星岛立碑，但都被福建破壞。2016年12月，福建福鼎方面上岛砸坏浙江苍南方面界碑，立福鼎台山星仔列岛牌。
依据2012年国务院批准的《浙江省海洋功能区划(2011-2020年)》，区划范围暂时按照省界习惯线和全国渔政规定，浙江省管辖自浙闽交界虎头鼻经七星岛南端至北纬27度向东延伸至领海外界的区域。2016年12月，浙江省苍南县海洋与渔业局工作组与福建省福鼎市海洋与渔业局举行会谈，同意双方互相尊重各自的传统生产作业场所，不能破坏各自设立的岛碑，实现互帮互助、共同开发、共同保护。2017年，国家海洋局办公室发布关于七星岛有关事宜的通知，要求浙闽双方在海域勘界完成之前，均不得在七星岛（群岛）设置新的海岛名称标志，已经设立的请自行拆除，且双方都不得受理无居民海岛开发利用申请。
| 时间           | 台风   | 风速                     |
| -------------- | ------ | ------------------------ |
| 2013年10月17日 | 菲特   | 50.7m/s（15级）          |
| 2018年7月11日  | 玛丽亚 | 大于32.7m/s （超过12级） |

### 浙闽两省地图差异
由于前述的背景，所以两省的地图标示上有所不同。尤其是“七星岛”“七星列岛”和“星仔列岛”，实际所指可能并非一处。
| 《浙江省地图册》 1987·浙江省测绘局 | 《浙江省地图册》 2006·星球地图出版社 | 《福建省普通地图册》 1999·福建省地图出版社 | 备注                         |
| ---------------------------------- | ------------------------------------ | ------------------------------------------ | ---------------------------- |
| 七星岛                             | 七星岛                               | 星仔列岛                                   | 即为本条目所指岛屿，位置最东 |
| 台山列岛                           | 台山列岛                             | 台山列岛                                   | 位置在3组岛群中间            |
| （属台山列岛）                     | 七星列岛                             | 七星列岛                                   | 位置在3组岛群最西            |

福建省标准地图服务中的《福鼎市七星列岛、台山列岛和星仔列岛区域图》（审图号：闽S 〔2018〕32号） 标记方式同《福建省地图集》。